# Wocheng
Wocheng (kinesiska: 窝城, 窝城镇) är en köping i Kina. Den ligger i provinsen Henan, i den centrala delen av landet, omkring 97 kilometer söder om provinshuvudstaden Zhengzhou. Antalet invånare är 28 172. Befolkningen består av 13 675 kvinnor och 14 497 män. Barn under 15 år utgör 21,0 %, vuxna 15-64 år 68 %, och äldre över 65 år 10,0 %.
Genomsnittlig årsnederbörd är 863 millimeter. Den regnigaste månaden är juli, med i genomsnitt 176 mm nederbörd, och den torraste är januari, med 7 mm nederbörd.